# Bataille de Kizil Tepe
Guerre russo-turque de 1877-1878
Batailles
Kizil Tepe — Zimnicea — Sistova — Nikopol — 1re col de la Chipka — 2e col de la Chipka — Lovča — 3e col de la Chipka — Gorni Dubnik — Kars — Plevna — Tashkessen — 4e col de la Chipka-Cheïnovo — Philippopolis
La bataille de Kizil Tepe se déroula le 25 août 1877 entre les armées ottomanes et russes durant la guerre russo-turque de 1877-1878. Les Russes essuyèrent une défaite en assiégeant la ville turque de Kars.